# Mesoleuca mandschuricata
Mesoleuca mandschuricata är en fjärilsart som beskrevs av Bremer 1864. Mesoleuca mandschuricata ingår i släktet Mesoleuca och familjen mätare. Inga underarter finns listade i Catalogue of Life.